# Klein Welsden
Klein Welsden (Limburgs: Klae-Welsde) is een buurtschap op het Plateau van Margraten ten noordwesten van het dorp Margraten in de gemeente Eijsden-Margraten in de Nederlandse provincie Limburg. Tot 31 december 2010 maakte de buurtschap deel uit van de gemeente Margraten.
Klein Welsden bestaat uit een lintbebouwing van een twintigtal boerderijen en huizen. In 2003 telde de buurtschap 50 inwoners.
Ten zuidoosten van de plaats loopt tussen Groot Welsden en Klein Welsden het droogdal Sibbersloot.

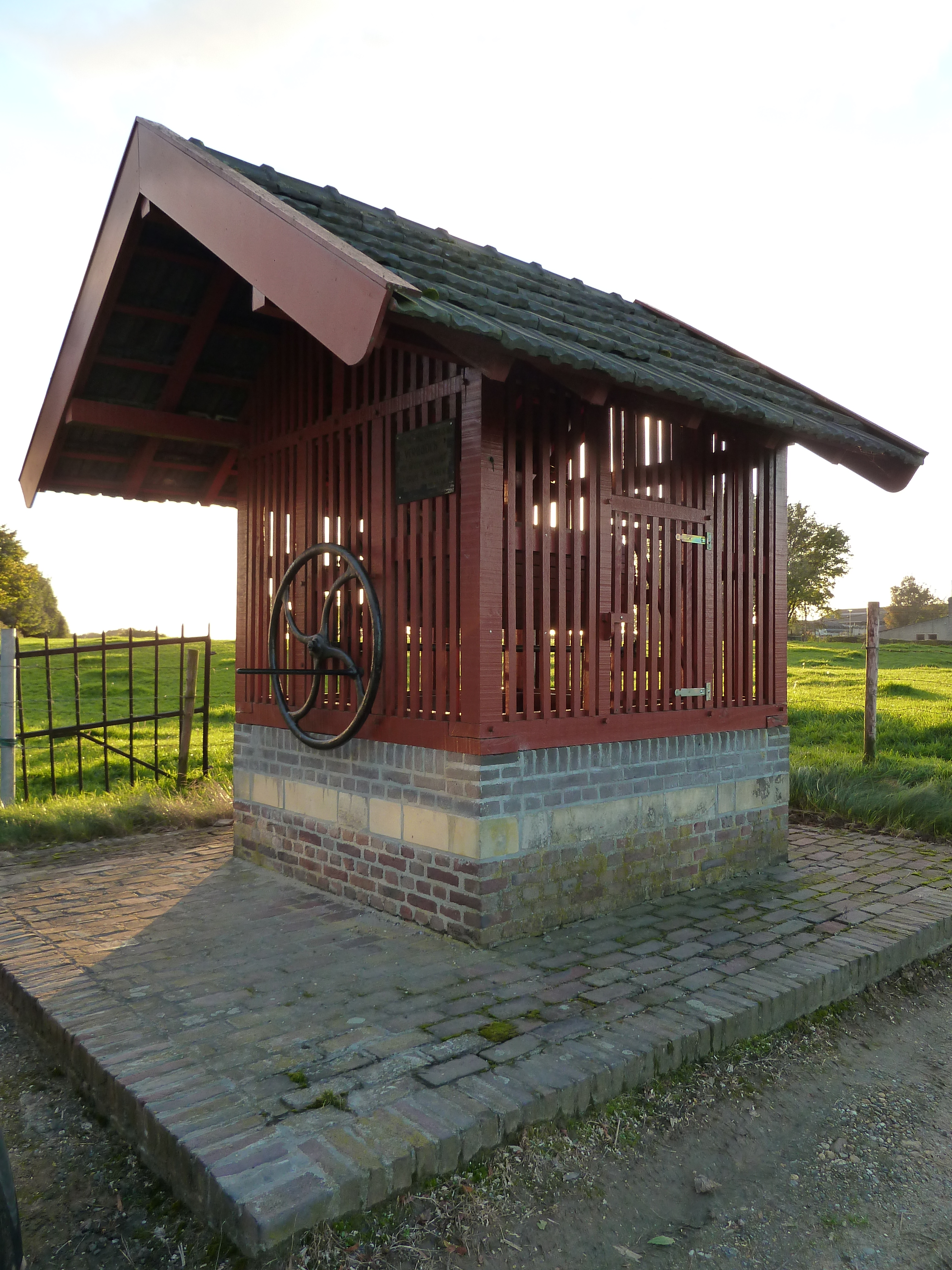
Zwingelput
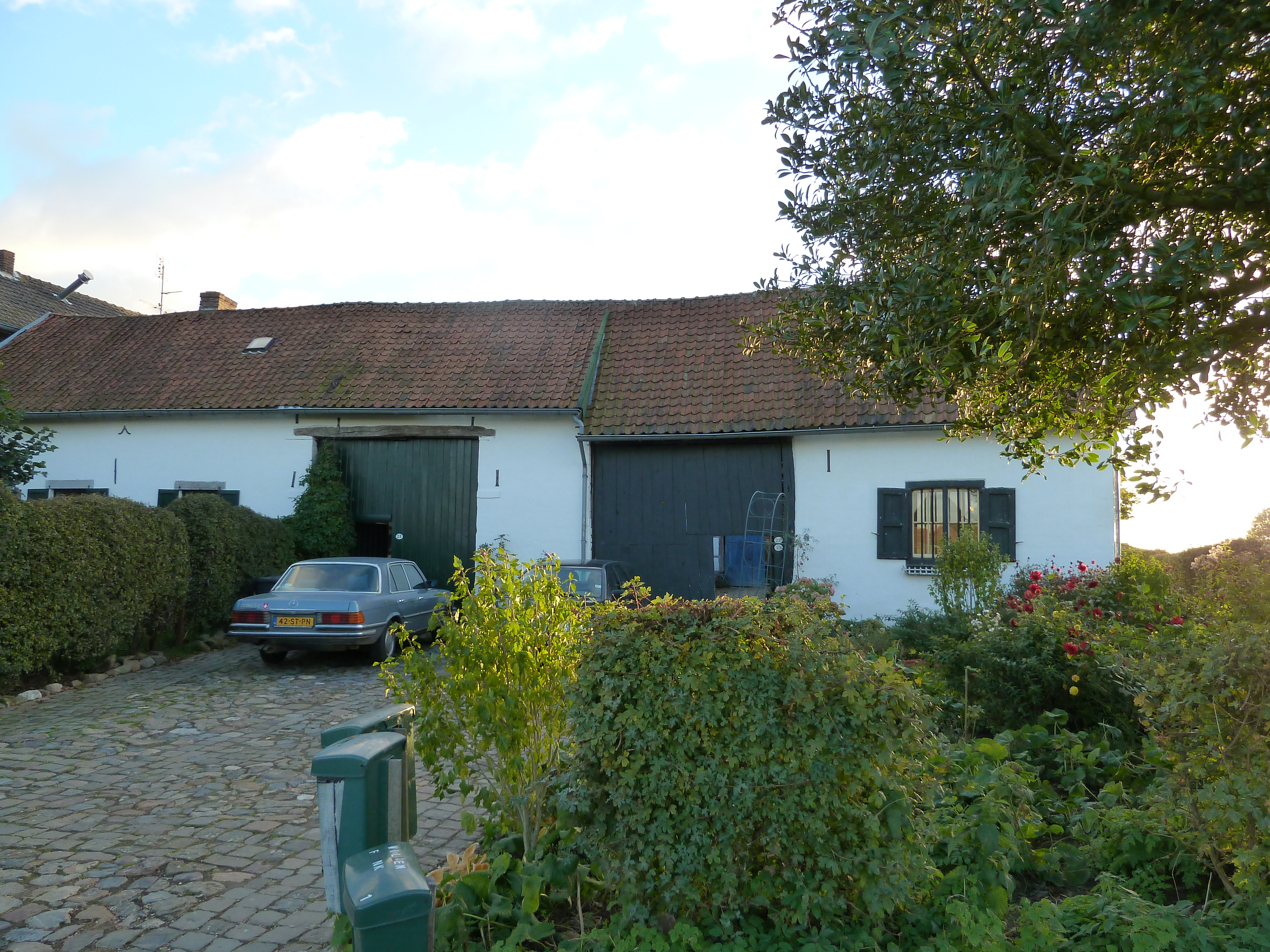
Rijksmonumentale hoeve

Dorpen: Banholt · Bemelen · Cadier en Keer · Eckelrade · Eijsden · Gronsveld · Margraten · Mariadorp · Mesch · Mheer · Noorbeek · Oost-Maarland · Rijckholt · Scheulder · Sint Geertruid

Gehuchten & Buurtschappen: Berg · Bergenhuizen · Breust · Bruisterbosch · Gasthuis · Groot Welsden · Herkenrade · Honthem · Hoogcruts · Hoog-Caestert · Klein Welsden · Laag-Caestert · Libeek · Moerslag · 't Rooth · Schey · Schilberg · Sint Antoniusbank · Terhorst · Terlinden · Termaar · Ulvend · Vroelen · Wesch · Withuis · Wolfshuis

Limburg: Steden en dorpen      Nederland: Provincies · Gemeenten